# 시로이시성

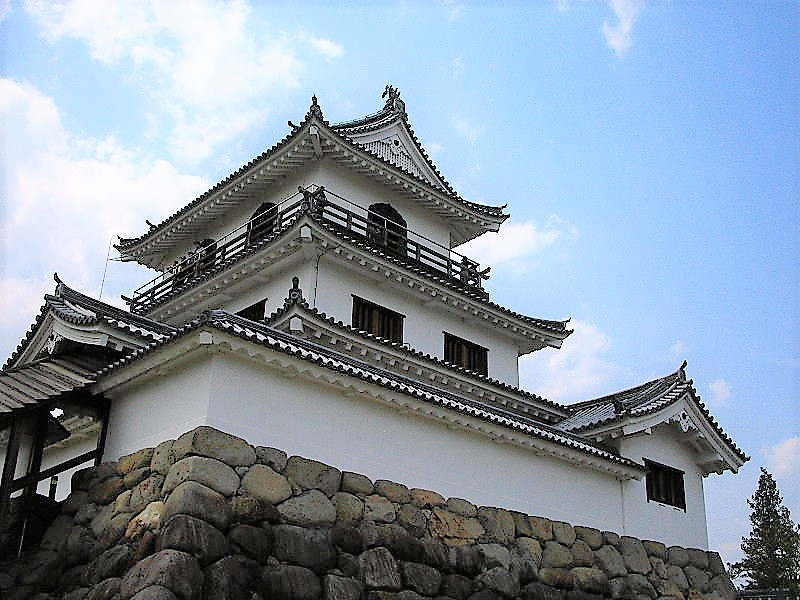
복원된 3층망루

시로이시성(일본어: 白石城 시로이시조[*])은 미야기현 시로이시시에 있는 평산성이다. 마스오카 성(益岡城, 枡岡城)이라는 이명을 가지고 있다. 센고쿠 시대에 명성을 떨친 다테 마사무네의 중신 가타쿠라 가게쓰나의 거성으로 알려져 있다.

## 개요
성은 센다이번 다테 가문의 지성으로 사용되어 가신 가문인 가타쿠라 가문이 대대로 성주로 부임하여 지역을 다스렸다. 히고 국의 야쓰시로 성 등과 더불어 에도 막부의 일국일성령의 대상에서 제외된 성이기도 하다. 성의 3층 망루는 막부의 우려를 고려해 천수라 명칭을 피해 대(大) 망루로 명명했다.
메이지 유신 후, 폐성령에 의해 폐성처분을 받았고, 성의 건조물 대부분은 파각되었다. 현재 3층 망루와 혼마루 일부가 1995년 목조로 복원되어 시로이시 시의 상징이 되었고, 성터는 공원으로 정비되어 있다.

## 역사
헤이안 시대 ~ 가마쿠라 시대
간지 연간(1087년 ~ 1093년) 후삼년의 난에서 전공을 세운 후지와라 쓰네모토가 시로이시, 갓타 지방을 영지로 받아, 성을 갓타(刈田)로 개명했으며, 이 지역에 거관을 조성한 것이 그 시작이라고 한다. 통설에는 갓타 쓰네모토가 후삼년의 난에서 공을 세운 후, 갓타 군, 이구 군 2개군을 영지로 받은 후, 갓타 군 시로이시를 거점으로 삼았기 때문에 성을 시로이시(白石)로 개명하였다고 한다. 이 시로이시 가문은 1188년 미나모토 요리토모의 오슈 전쟁 때 다테 가문의 다테 도모무네를 따라 참진해 공을 세워, 영지 지배를 확고히 하였다.
무로마치 시대 ~ 에도 시대
문헌상 시로이시 성은《이달정통세차고(伊達正統世次考)》에서 찾을 수 있다. 이 문헌에서는 1545년 음력 8월조에〈갓타 군 시로이시 성〉이란 명이 적혀있다. 이때 성주는 시로이시 무네쓰나였으며, 이미 다테 가문의 지배하에 있었다.
1541년 다테 가문은 분열되, 다테 다네무네와 아들 다테 하루무네 부자간의 알력다툼인 덴분의 난이 일어난다. 1546년 다네무네 파의 역습을 받은 다테 하루무네는 자신의 거성 고오리 니시야마 성을 방폐한 채 시로이시 무네쓰나의 시로이시 성으로 피신하였다. 이후 난은 1548년 무로마치 쇼군 아시카가 요시테루의 중재로 일단락되었고, 정계주도권은 다테 하루무네가 쥐게 된다. 이 공으로 시로이시 무네쓰나는 다테 가문의 중신에 반열에 오르게 된다. 1586년 무네쓰나의 손자 시로이시 무네자네 대에 오면 여러 전투에서의 공으로 옛 오우치 사다쓰나의 아다치 군 시오마쓰 33개 마을을 영지로 가증 받아, 거처를 시로이시 성에서 미야모리 성으로 옮긴다. 하지만, 1590년 오다와라 정벌 후, 일본 전토의 통일을 눈앞에 둔 도요토미 히데요시에 의해 시로이시 가문의 영지는 몰수되었고, 시로이시 가문은 1591년 다테 가문에게 이사와 군 1만 5천 석을 소령으로 받아 미즈사와 성으로 이주하였다.
시로이시 지역은 아이즈 령에 편입되어 1591년 아이즈 영주로 부임한 가모 우지사토의 영지가 되었고, 시로이시 지역은 가모 우지사토의 가신 가모 사토나리가 성주로 부임해 성을 대폭 개축하였다. 이 무렵 성은 천수대용의 3층 망루를 갖춘 근세 성곽으로 탈바꿈하였다. 1592년 임진왜란 출정준비 중 가모 우지사토가 병사하자, 대를 이어 가모 히데유키가 아이즈 영주로 부임하지만, 1598년 가문내의 알력다툼이 일어나자, 이를 우려한 도요토미 히데요시에 의해 아이즈 92만 석에서 시모쓰케 국 우쓰노미야 12만 석에 이봉되었다. 이를 대신하여 에치고 국에서 우에스기 가게카쓰가 아이즈 120만 석에 영지가 가증되어 와카마쓰성에 입성한다. 그리고, 시로이시 성은 가신 아마카스 기요나가에게 주었다. 1600년 세키가하라 전투의 전초전으로 다테 마사무네는 동군에 속해, 우에스기 가문의 시로이시 성을 공략해 함락했다. 전후, 시로이시 성은 다테 가문의 영지가 되었고, 마사무네의 숙부 이시카와 아키미쓰가 성을 관리하였다. 1602년 다테 마사무네는 시로이시 성을 측근 가타쿠라 가게쓰나에 주었고, 이후 메이지 유신 전까지 260여년간 가타쿠라 가문의 거성이 되었다. 1819년 화재로 소실되었지만, 4년후 재건되었다.
메이지 시대 이후
1868년(메이지 원년) 보신 전쟁 무렵, 도호쿠 제번의 대표가 시로이시 성에서 회의를 연후, 오우에쓰 열번동맹을 결성했다. 1869년(메이지 2년) 신정부군이 점령한 후, 신정부에 항복한 모리오카번의 관리하에 두었고, 잠시나마 시로이시 번이 입번되었다. 1874년(메이지 7년) 시로이시 성은 해체 매각되었다.
1993년(헤세 5년) 발굴조사가 실시되었고, 1995년(헤세 7년) 소실 후, 1823년에 재건된 시로이시 성의 모습을 토대로 복원해 5월 일반에 공개했다.

## 관광
교통
- JR 동일본 시로이시 역에서 하차, 도보로 10분 소요.

주변 문화시설 및 관광명소
- 가타쿠라 가문의 묘소
- 무가저택 - 오제키 가문
- 오바라 온천
- 자오 산

## 같이 보기
- 아이즈번
- 센다이번
- 시로이시 번
- 가모 사토나리
- 보신 전쟁